# Adenomera hylaedactyla
Adenomera hylaedactyla là một loài ếch thuộc họ Leptodactylidae.
Loài này có ở Argentina, Bolivia, Brasil, Colombia, Ecuador, Guyane thuộc Pháp, Guyana, Paraguay, Peru, Suriname, Trinidad và Tobago, và Venezuela.
Môi trường sống tự nhiên của chúng là rừng ẩm vùng đất thấp nhiệt đới hoặc cận nhiệt đới, đồng cỏ khô nhiệt đới hoặc cận nhiệt đới vùng đất thấp, sông ngòi, đầm nước, đầm nước ngọt có nước theo mùa, vùng đồng cỏ, vườn nông thôn, rừng trước đây suy thoái nghiêm trọng, và kênh đào và mương rãnh.